# Gagea staintonii
Gagea staintonii är en liljeväxtart som beskrevs av Karl Heinz Rechinger. Gagea staintonii ingår i Vårlökssläktet och i familjen liljeväxter. Inga underarter finns listade.